# Deinypena apicata
Deinypena apicata là một loài bướm đêm trong họ Noctuidae.